# The Other Side (historieta)
The Other Side (en español: El Otro Lado) es una miniserie estadounidense de historietas bélicas en cinco números publicada por DC Comics en 2006 como parte de su sello editorial Vértigo. Fue escrita por Jason Aaron e ilustrada por Cameron Stewart. Stewart viajó a Vietnam para realizar una extensa investigación visual.
La historieta cuenta las historias paralelas de un soldado estadounidense, el soldado de primera clase Bill Everette, y un soldado norvietnamita, Vo Binh Dai, mientras se unen a sus respectivos ejércitos. Durante la lucha en servicio de sus países, el horror de la guerra desgasta su alma y su cordura.
La serie fue reimpresa en una colección de tapa dura por Image Comics en 2017.

## Premios
La historieta recibió una nominación a los premios Eisner de 2007 a la mejor serie limitada.